# Lurerne fra Ulvkær
Lurerne fra Ulvkær refererer til de to lurer som stammer fra den tidligere Ulvkær mose  syd for Hirtshals, Vennebjerg Herred, Hjørring amt.
I august 1988 fandt Orla Pedersen fra Tornby tre bronzerør i en tørvebunke. Han lagde rørene i en kasse og gik til egnens museum. Det viste sig at tørven kom et godt stykke derfra, nemlig fra den tidligere Ulvkær Mose syd for Hirtshals. I forbindelse med byggemodningen af nogle nyligt udstykkede grunde var en entreprenør under flyvesandet stødt på et to meter tykt tørvelag, som han havde afsat til egnens planteskoler.
Ved Vendsyssel Historiske Museums gennemgang af dyngen fandtes yderligere brudstykker, så der kun mangler ét stykke på ca. 10 cm af to lurer. Lurerne vejer knap tre kilo hver og er ca. 1,75 m lange. De danner et par med rørene svunget spejlvendt. De lange bugtede rør er støbt i seks stykker og samlet med muffer. På et sted er muffen erstattet af en lås, så luren kan skilles ad under transport.
Der er efterhånden fundet en del af disse prægtige lurer: 35 i Danmark, 13 i Sydsverige , fem i Nordtyskland, i Sydnorge og en i Letland. De fundne lurer fra Vendsyssel er det første lurpar som er fundet i Danmark siden 1894.